# Gaioz Darsadze
Gaioz Darsadze, gruz. გაიოზ დარსაძე, ros. Гайоз Дарсадзе, Gajoz Darsadze (ur. 19 czerwca 1964 w Tbilisi, Gruzińska SRR) – gruziński piłkarz, grający na pozycji napastnika lub pomocnika, trener piłkarski.

## Kariera piłkarska
W 1981 rozpoczął karierę piłkarską w Lokomotivi Tbilisi. W następnym roku przeszedł do Spartaki Tbilisi, skąd został zaproszony do Dinamo Tbilisi. W 1985 przeniósł się do Zenitu Leningrad. W 1988 zakończył karierę piłkarza w Krystale Chersoń.

## Kariera trenerska
Po zakończeniu kariery piłkarza rozpoczął pracę szkoleniowca. Prowadził kluby gruzińskie, m.in. Samgurali Cchaltubo, Ameri Tbilisi. Potem trenował młodzieżową reprezentację Gruzji. 8 sierpnia 2005 tymczasowo został mianowany na stanowisko selekcjonera narodowej reprezentacji Gruzji, z którą pracował do końca roku.